# 霍爾 (法爾斯省)
霍爾是伊朗的城市，位於該國南部札格羅斯山脈東南部，由法爾斯省負責管轄，距離首府設拉子270公里，海拔高度867米，每年平均降雨量約200毫米，2006年人口6,370。

## 外部連結
- Khour website  （页面存档备份，存于）
- Khour City
- Achomi Community  （页面存档备份，存于）